# 御城プロジェクト
『御城プロジェクト』（おしろプロジェクト、略称『城プロ』）は、DMMゲームズ開発、DMM.com配信のブラウザゲームである。
2014年11月11日サービス開始したのち、諸事情で2015年4月27日に一度は休止したが、2016年にリニューアルが行われ、『御城プロジェクト:RE〜CASTLE DEFENSE〜』（略称『城プロRE』）として3月25日にプレオープンを開始した。その際には、プレイヤーの所持する「城娘」「一部の装備」「課金によって拡張した施設」の引き継ぎがなされた。
2017年12月22日から開催された「お城EXPO2017」に参加するなど、ブームになりつつある「城めぐり、城郭めぐり」の一つとして人気を集めている。

## ゲーム内容
本作は、美少女キャラクターへ萌え擬人化された、かつて日本に存在した城郭（一部海外の城もある）を扱ったブラウザゲームである。
同じく城郭をキャラクター化した先行タイトル『城姫クエスト』と比較して、城郭へ改築前の建造物（例として、会津若松城の前身である東黒川館など）をモチーフとしたキャラクターも存在する点が異なる。
プレイヤー（ゲーム内では「殿」）はかつての城郭が女性に擬人化された「城娘」を集め、国を脅かす「兜（かぶと）軍団」と戦う。
城娘の台詞やイラストには、元ネタとなった城郭の史実や特色が反映されており、コレクションゲームとしても楽しめるようになっている。

### ゲームシステム
戦場と呼ばれるマップで、「城娘」を配置することで本陣（殿）や蔵を守るタワーディフェンスRPG。
一度配置したユニットでも配置し直すことができ、また一度の戦闘で回数上限はあるものの「巨大化」によって回復と能力値の上昇が可能であるため、「じっくりと敵の動きを見ながらその場その場で対応していく」「敵の進行を見極めて撤退不要な安定した陣形を構築する」などプレイヤーにあった戦法を採ることが出来る。
合戦に出陣するには「霊力（５分ごとに１ポイント回復）」を消費する必要があるが、初プレイなど未勝利合戦については消費する霊力が５分の１され、また非勝利時（敗北や撤退等）には霊力を消費しないなど、試行錯誤を繰り返しやすい作りとなっている。
また、本編シナリオである「天下統一」では、特定の条件を満たすことによりクリア済みの合戦にて戦闘をスキップできるという手軽機能もついている。
キャラクターには武器属性が存在し、配置場所が限定される。
- 近接攻撃（刀・槍・槌・盾・拳・鎌・戦棍）：赤配置
- 遠隔攻撃（弓・石弓・鉄砲・法術・大砲・鈴・杖・本・祓串）：青配置
- 味方回復（歌舞）：青配置

ただし、以下の武器属性は、赤青いずれの場所にも配置することができる。
- 近接攻撃（鞭）
- 遠隔攻撃（双剣・軍船）
- 味方強化（陣貝）

## 城娘
「人々を守りたい」という御城の願いにより、少女の姿としてこの世に顕現した存在。
御城に関する記憶や能力を持ち、気を消費することによって巨大化もできる。
ゲーム内では殿や蔵を守る基軸となり、レア度によって最大レベル・一度の戦闘で巨大化できる回数等が異なる。
基本的に実在する、もしくは資料上で存在が確認されている日本国内、世界各地域の城をモチーフにしているが、架空の城をモチーフにしたものや同じ城娘でも異聞を元にした別のキャラに分化されることもある。

### 声優
所持している城娘はゲーム内で確認できる。
| 声優名           | 配役 |
| ---------------- | --- |
| 茜屋日海夏       | 近江八幡城、秋田城、越中高岡城、長岡京、ナグルファル |
| 明坂聡美         | シュノンソー城、白河小峰城、シュテファン、マルメゾン城                                                                                                   |
| 浅川悠           | 結城城、箕輪城、ホッホオスターヴィッツ城 |
| 阿澄佳奈         | 犬山城、長篠城、レーヴェンブルク城 |
| 雨宮天           | シャンボール城、モースハム城、シュヴェリーン城 |
| 雨宮夕夏         | 日之嶽城、平戸城、上関城、大宮城、シバルバー、城塞都市シュラクサイ                                                                                       |
| 綾瀬有           | 不来方城、盛岡城、桜尾城、来島城、勝連城、北条氏康 |
| 安済知佳         | 越前大野城、育野城 |
| 飯沼南実         | 大仏城、福島城、帰雲城、阿波一宮城 |
| 五十嵐裕美       | 北ノ庄城、福井城、津留賀城、金ヶ崎城 |
| 井口裕香         | ドゥアト、平塚城 |
| 池澤春菜         | 城塞都市ディーテ、開陽丸、伊達政宗 |
| 井澤詩織         | 閻魔庁、徳丹城、リンディスファーン城 |
| 石上静香         | 室町第 |
| 石川由依         | キャメロット城、ケルフィリー城、麗江古城、志波城、大溝城                                                                                                 |
| 石原夏織         | 坂本城、小田喜城、大多喜城、リーガースブルク城 |
| 伊瀬茉莉也       | アーケシュフース城、ベリー・ポメロイ城 |
| 伊藤かな恵       | ウチヒサル城、甘崎城、湯島聖堂、荒神城 |
| 伊藤静           | 井伊谷城、大垣城、カルルシュテイン城、麋城、チットールガル城、前田利家                                                                                   |
| 伊藤美来         | DMM城 |
| 伊藤美紀         | 光の守護者 アルティア |
| 伊波奈々         | 岡城〈初代〉 |
| 井上喜久子       | モン・サン＝ミシェル、リンドス・アクロポリス、シャンティイ城、プレッドヤマ城                                                                             |
| 井上麻里奈       | 浜松城、ノイシュヴァンシュタイン城、躑躅ヶ崎館、吉野ヶ里、曳馬城、宇佐山城                                                                               |
| 今井麻夏         | 仁木館、伊賀上野城、引田城、白鳳城、ノッティンガム城、軍艦 三笠                                                                                          |
| 今井麻美         | 柳之御所、小倉城、ペーナ宮殿、城塞都市アンベール、チャフティツェ城、勝野城                                                                               |
| 石見舞菜香       | 郡上八幡城、高取城 |
| 上坂すみれ       | ペテルゴフ宮殿、基肄城 |
| 植田佳奈         | 丹波横山城、福知山城、能島城 |
| 上田麗奈         | ブダ城、日出城 |
| 内田真礼         | 松江城、栗橋城、城塞都市イントラムロス、千鳥城、三刀屋城                                                                                                 |
| 内村史子         | 足利氏館、勝幡城、唐沢山城、黒田長政 |
| 梅澤めぐ         | 岡城〈2代目〉、ドラショルム城、兎形兜 |
| 遠藤綾           | 黄泉国、帆船 鳳凰丸 |
| 大久保瑠美       | 小諸城、稲葉山城、岐阜城、島原城、金華山城、宝満城、ジブラルタル要塞                                                                                     |
| 大空直美         | 久能山城、コッヘム・ライヒスブルク城、烏天狗形兜 |
| 大西沙織         | 龍岡城、赤穂城 |
| 大原さやか       | 安土城、山崎城 |
| 大室佳奈         | 岡豊城、広島城、観音寺城、やくも |
| 小倉唯           | 柳川城、柳之丸、那古野城、名古屋城、新田金山城、金鯱城、カステル・ヌオーヴォ、アルモウロル城、舞鶴城                                                     |
| 小野涼子         | 山形城、苗木城、多聞山城、村中城、佐賀城、山科本願寺、霞城、城塞都市ウルク、ヴァヴェル城                                                                 |
| 小見川千明       | 岩櫃城、福山城、バルディ城 |
| 小峰華子         | 伊予松山城、徳島城 |
| 加隈亜衣         | 水戸城、七尾城、鶴崎城、竹田城、岩国城、水府城、府内城、虎臥城、鮫ヶ尾城、吉野城、鮭延城、福島正則                                                       |
| 加藤英美里       | アンボワーズ城、大洲城、城塞都市ルシュノフ、比志城 |
| 金元寿子         | 兵庫城、ロンドン塔、名胡桃城 |
| 神咲茉希         | 臼杵城、村尾城、神辺城、若桜鬼ヶ城 |
| 茅野愛衣         | シェーンブルン宮殿、品川台場、白帝城、アンジェ城、軍艦 ドレッドノート                                                                                    |
| 河井晴菜         | ガイヤール城、浜田城 |
| 川上千尋         | ユクエピラチャシ、内城 |
| 川澄綾子         | 黒船 ミシシッピ、タルタロス、城塞都市ロンディニウム |
| 木野双葉         | 大宝寺城、鶴ヶ岡城、小牧山城、屋良座森城、陽城 |
| 儀武ゆう子       | 浦添城、滝山城、首里城、琉球御城、中城城、花巻城、三重城、玉城城                                                                                         |
| 喜多村英梨       | ウォリック城、ネスヴィジ城、米沢城 |
| 鬼頭明里         | 佐竹城、千賀地氏城、豊臣秀吉 |
| 釘宮理恵         | 指月伏見城、城塞都市ルクセンブルク、木幡山伏見城、要害山城、徳川伏見城                                                                                   |
| 黒沢ともよ       | 丸岡城、伊丹城、ゼーランディア城、銀杏城、シノン城、明石城、アイリーン・ドナン城、浪岡城、飯沼城、喜春城                                                 |
| 桑島法子         | 滸我御所、島津義弘 |
| 桑谷夏子         | 月山富田城、丸亀城、小谷城、バベルの塔、月山城、鎌刃城、城塞都市カルタゴ                                                                                 |
| 桑原由気         | 水口城、三崎城、三木城、福岡城 |
| 高野麻里佳       | 忍城、鳥取城、防己尾城、富山城、スワローズ・ネスト、エレボス                                                                                             |
| 古賀葵           | メヘラーンガル城 |
| 寿美菜子         | 徳川大坂城 |
| 小清水亜美       | 安平城、ユッセ城、長安城、新宮城、ルーヴル宮殿、徳川家康                                                                                                 |
| 小林可奈         | 亀居城 |
| 小原莉子         | 清洲城、宇和島城、鶴島城、都於郡城、グランド・マスター宮殿、ガンジル宮殿                                                                                 |
| 小松未可子       | 八王子城、墨俣城、春日山城、山中城、ホーエンザルツブルク城、墨俣一夜城、敦賀城、蜂ヶ峰城、善見城                                                         |
| 近藤玲奈         | 真田丸、湊城、平井城、石動山城 |
| 佐伯伊織         | ブリタニア基地 |
| 佐久間レイ       | 枉死城、アトランティス、片倉小十郎 |
| 佐倉綾音         | 千代城、仙台城、高松城、カステル・デル・モンテ、柳生城、青葉城、高島城、十河城、コンシェルジュリー、トームペア城、佐倉城、城塞都市ドゥブロヴニク、玉藻城 |
| ささきのぞみ     | 掛川城、一条小山城、甲府城、ロケト城 |
| 佐藤聡美         | 信貴山城、彦根城、金亀城 |
| 椎名へきる       | ラピュータ、城塞都市ローテンブルク |
| ジェーニャ       | 冬宮殿、エカテリーナ宮殿 |
| 島本須美         | 新発田城、アテナイ・アクロポリス、リヒテンシュタイン城                                                                                                   |
| 下地紫野         | 今帰仁城、白石城 |
| 篠宮あすか       | 備中松山城、津山城、ジェファーソン砦 |
| 白石晴香         | 多賀城、松倉城、中津城、江戸氏館、百地丹波城、扇城、天神山城、蒼隼丸                                                                                     |
| 洲崎綾           | 大高坂山城、高知城、マチュ・ピチュ、鷹城 |
| 鈴木麗子         | 上赤坂城 |
| 諏訪彩花         | スフォルツェスコ城、オラヴィ城、ハーレック城 |
| 瀬戸麻沙美       | 成都城、チャンドラ・マハル、モーリッツブルク城、グラーフェンステーン、オリュンポス宮殿、蓉城、明智光秀                                                   |
| 世戸さおり       | 飛山城、龍王山城、石山城、岡山城、金烏城 |
| 大地葉           | 芥川山城、千代田城、紅輪の道士 ナタク |
| 高井舞香         | 岩手山城、菩提山城、笹原城、久留米城、雨城、龍野城 |
| 高田憂希         | 大和郡山城、杵築城、篠山城 |
| 髙橋ミナミ       | 松坂城、ハイデルベルク城 |
| 高橋李依         | エディンバラ城、高遠城、クロンボー城、新納石城 |
| 高森奈津美       | 洲本城、多気城、足利学校、鳴海城 |
| 竹達彩奈         | 紫禁城、ムーア城 |
| 田中敦子         | ウィンザー城 |
| たなか久美       | 宇都宮城、本庄城、二条城、雑賀城、乙女城、二条亭、二条御所                                                                                               |
| 田中理恵         | 希望ヶ峰学園 |
| 種﨑敦美         | 許昌城、延岡城、七飯台場、リズラン城、杣山城 |
| 種田梨沙         | ダノター城、膳所城 |
| 田村ゆかり       | 四代目江戸城、イオラニ宮殿 |
| たみやすともえ   | 刻詠の風水士 リンネ |
| 丹下桜           | プラハ城、元和江戸城、山県昌景 |
| 茅原実里         | 九龍城砦、ソミュール城 |
| 津田美波         | 萩城、久慈城、和歌山城、長門指月城、邯鄲、戦列艦 ヴィクトリー号                                                                                          |
| 東山奈央         | 高天神城、ヴァルトブルク城、リーズ城 |
| 徳井青空         | 鉢形城、竜宮城 |
| 戸松遥           | 城塞都市カルカソンヌ、シャトー・ディフ |
| 中恵光城         | 坂戸城、新府城、矢留ノ城、窪田城、久保田城、葛根城、佐柿国吉城                                                                                           |
| 長江里加         | 鞠智城、高鍋城、アラゴネーゼ城、安宅船 日本丸 |
| 長縄まりあ       | 四稜郭、クリンタ城 |
| 中原麻衣         | フランケンシュタイン城、一乗谷城、ブラン城、湯築城、毛利元就                                                                                             |
| 中村繪里子       | 石山御坊、大坂城、錦城、天童城、フレデリクスボー城 |
| 中村桜           | 東黒川館、黒川城、会津若松城、飯盛山城、勝瑞城、宇土古城、宇土城、三原城、鶴ヶ城、コーブルク城                                                           |
| 生天目仁美       | 黒船 サスケハナ、ギマランイス城 |
| ならはしみき     | 鬼ヶ島、ラムリー城 |
| 南條愛乃         | エゲル城、不夜城、高田城、真田幸村 |
| 西明日香         | 飫肥城、小田原城、備中高松城、小峯城、大津城、小早川城、千狐                                                                                             |
| 西野陽子         | 淀城、吉田郡山城、ヘレンキームゼー城 |
| 能登麻美子       | 姫路城、桑名城、白鷺城、天一閣、ファルケンシュタイン城                                                                                                   |
| 野中藍           | 大宰府、沼田城、千方窟 |
| 朴璐美           | 織田信長 |
| 長谷川明子       | 肥前名護屋城、名島城、大野城、トルツェルツ城、パンデモニウム                                                                                             |
| 秦佐和子         | 安平古堡、サンタンジェロ城、有岡城、岩殿山城、伊勢長島城                                                                                                 |
| 花澤香菜         | 江戸城、吉田城 |
| 濱口綾乃         | 丸山城、板島丸串城 |
| 浜崎奈々         | 三本松城、津和野城 |
| 早見沙織         | 万里の長城、置塩城 |
| 原由実           | 鎌倉城、岡崎城 |
| 潘めぐみ         | 京都新城 |
| 日笠陽子         | 深志城、松本城、フォンテーヌブロー宮殿、烏城、城塞都市アッシジ、エルツ城、冥界の魔術師 ヘカティエ                                                        |
| 樋口あかり       | 津城、小丸山城 |
| 日高里菜         | 佐土原城、立花山城、近江望月城、ポエナリ城、コーロア城、立花城                                                                                           |
| 平田真菜         | 洛陽城、勝竜寺城、ティンタジェル城 |
| 廣田悠美         | 鳥羽城 |
| 平野綾           | 旧調査兵団本部 |
| ファイルーズあい | ジャバウォック島 |
| 深川芹亜         | 平遥古城、高崎城、城塞都市ニネヴェ |
| 福圓美里         | サン・レーオ城、胆沢城 |
| 藤田茜           | 魚津城、伊豆下田城、ストラホフ修道院 |
| 古川玲           | 天神西舘、中村舘、相馬中村城 |
| 古木のぞみ       | 今浜城、長浜城、石垣山城 |
| 堀江由衣         | 聚楽第、聚楽城、玉縄城、ヴァイジャヤンタ、帆船 昇平丸 |
| 本多真梨子       | マルボルク城、千早城、金剛山城 |
| M・A・O          | エーリューズニル、リープ城、八代城 |
| 松田颯水         | 今川館、駿府城、鬼ヶ城、城塞都市アビラ |
| 松田利冴         | 福山館、松前城、佐和山城、若松城 |
| 真中琴与         | 丹波亀山城、古河城 |
| 三上枝織         | 高岡城、弘前城、熊本城、松代城、津軽鷹岡城 |
| 水樹奈々         | 学園都市 |
| 水間友美         | 鹿野城、志自岐原城、原城、日暮城、カステル・ヴェッキオ                                                                                                   |
| 三石琴乃         | 月の都、城塞都市コトル |
| 宮本佳那子       | オレンジ城 |
| 森永理科         | 与板城、尾山御坊、尾山城、前田金沢城、佐久間金沢城、チリンガム城、ビューマリス城                                                                         |
| 森なな子         | 今治城、五稜郭、亀田御役所土塁、吹揚城、美作一ノ瀬城、黒井城、ブラチスラヴァ城、鉄製汽船 ネメシス号                                                      |
| 森谷里美         | 根城、石倉城、厩橋城、前橋城、大聖寺城、鹿児島城、鶴丸城、ドーヴァー城                                                                                   |
| 諸星すみれ       | 鬼ノ城、ヴェルサイユ宮殿、新高山城、黒船 ポーハタン |
| 山川琴美         | 川越城、ホーエンツォレルン城、岩剣城、アーカート城 |
| 山下七海         | 二本松城、人吉城 |
| 山村響           | 岩村城、エステンセ城、椿尾上城 |
| 山本彩乃         | 脇本城、根来城 |
| 優樹すみれ       | カーナーヴォン城 |
| 悠木碧           | 真岡城、寛永江戸城 |
| ゆきのさつき     | 平安京、平城京、ナラカ |
| 幸村恵理         | ロシュ城 |
| 柚木涼香         | コンウィ城、上田城、セゴビアのアルカサル、スピシュ城、鉄甲船 大宮丸、石田三成                                                                            |
| 佳村はるか       | 城塞都市トレド、岸和田城、プファルツ城、米子城、水城 |
| 米澤円           | 城塞都市ニュールンベルク、駿河田中城、江尻城 |
| Lynn             | 鍋蓋城、馬場城、肥後千葉城、隈本城、ウェストミンスター宮殿、カゼルタ宮殿、バロルの城                                                                     |
| 和氣あず未       | 長谷堂城、マルクスブルク城 |
| 渡辺優里奈       | 杉目城 |

### イラストレーター
ゲーム内では確認できず、公式もしくはイラストレーターの告知のみとなっている。
| イラストレーター名 | 配役 |
| ------------------ | --- |
| 相瀬               | 脇本城 |
| 茜屋               | 不来方城、盛岡城、白河小峰城 |
| 藍飴               | ウォリック城 |
| 朝日川日和         | 山中城、平井城、シャンティイ城 |
| Ash横島            | 根城 |
| Azusa              | 曳馬城、浜松城 |
| azuタロウ          | サンタンジェロ城、井伊谷城、小倉城、フォンテーヌブロー宮殿、篠山城、十河城 |
| 明坂いく           | 柳之丸、那古野城、名古屋城、城娘全般コンセプトデザイン |
| イセ川ヤスタカ     | 千代城、仙台城、犬山城、内城、プラハ城 |
| 一斎楽             | ノイシュヴァンシュタイン城 |
| 綾杉つばき         | 雑賀城 |
| 植田亮             | 岩剣城 |
| 英エイスト         | イオラニ宮殿 |
| えめらね           | 多賀城、鬼ヶ城、滝山城、多聞山城、平遥古城、ネスヴィジ城、川越城、鮫ヶ尾城、白鳳城、モースハム城                                                                                                   |
| えむけー           | ケルフィリー城、久能山城、城塞都市ドゥブロヴニク、桑名城 |
| O-SATOMI           | セゴビアのアルカサル |
| 和音               | 大宝寺城、鶴ヶ岡城、飛山城、上関城、桜尾城、八王子城、備中高松城、三原城、島原城 |
| かなそ             | 岩国城 |
| かまた             | 防己尾城 |
| かまぼこRED        | 日之嶽城、平戸城、岩手山城、菩提山城、忍城、富山城、伊勢長島城、佐竹城、千賀地氏城、唐沢山城、鞠智城、小丸山城、バルディ城、トルツェルツ城、金烏城、フリント城、城塞都市イントラムロス、ポエナリ城 |
| Garuku             | 今川館、駿府城、鹿野城、丸亀城、吉野ヶ里、信貴山城、城塞都市アッシジ、江戸城 |
| 神崎かるな         | 三木城、小田喜城、大多喜城、丹波横山城、福知山城 |
| 神無               | 吉田郡山城、岡城、カーナーヴォン城、明石城、新宮城、品川台場、掛川城、麗江古城、石動山城 |
| きちはち           | 矢留ノ城、窪田城、久保田城 |
| 木屋町             | 与板城、鳥取城 |
| きらばがに         | 萩城、大垣城、長門指月城、立花山城、中城城、志波城、ベリー・ポメロイ城、敦賀城、麋城、宇佐山城、リーガースブルク城、ヘレンキームゼー城、島津義弘                                                   |
| ぐりーんたぬき     | アルモウロル城 |
| けけもつ           | 東黒川館、黒川城、会津若松城、岩櫃城、墨俣城、柳川城、四稜郭 |
| ケースワベ         | 北ノ庄城、福井城、今治城、高天神城、吹揚城、エーリューズニル、バベルの塔、藤堂高虎、石田三成、妖怪等                                                                                               |
| 国家飯             | オレンジ城、ゼーランディア城、安平古堡、安平城、千方窟 |
| 西條ハルキ         | コンウィ城、徳島城、津山城、松坂城、ホーエンツォレルン城、佐倉城、洲本城 |
| さかなへん         | 置塩城 |
| 笹森トモエ         | 宇土古城、宇土城 |
| 五月アイ           | 紫禁城 |
| 佐東八度           | 伊豆下田城 |
| 沙マコ             | 淀城 |
| シソ               | 上田城、岩殿山城、高遠城 |
| 芝                 | シバルバー |
| cibo9              | ウチヒサル城、室町第、許昌城、ハイデルベルク城 |
| sho                | 聚楽第、聚楽城、アンボワーズ城、長篠城、ウェストミンスター宮殿、ペーナ宮殿、甲府城、一条小山城、胆沢城                                                                                             |
| シロジ             | 松倉城、観音寺城、和歌山城、丸岡城 |
| すいひ             | 志自岐原城、原城、岡豊城 |
| Sw                 | 高松城、二条城 |
| すのみ             | 大和郡山城、スピシュ城 |
| Zトン              | 城塞都市ディーテ、兜（デザイン・監修） |
| cell               | 鉢形城 |
| ゾウノセ           | 小田原城、福岡城、山形城、肥後千葉城、隈本城、熊本城、ヴァイジャヤンタ |
| たいちょ           | 帰雲城、備中松山城、マルボルク城、カステル・デル・モンテ、アイリーン・ドナン城、津城、岩村城、越中高岡城、白石城、赤穂城、トームペア城、唐津城、下館城                                             |
| 高津ケイタ         | 浦添城 |
| タカツキイチ       | 引田城 |
| 小鳥遊啓           | ユッセ城、高島城 |
| ちゃこ             | 秋田城 |
| 九十九             | 鹿児島城、龍王山城、真田丸、大洲城、鶴丸城、比志城 |
| 鶴亀               | 石山城、岡山城 |
| 津留崎優           | 鶴崎城 |
| 典樹               | 本庄城、新府城、鍋蓋城、乙女城、大聖寺城、佐和山城、小諸城、今浜城、長浜城、小谷城、米沢城 |
| 仲谷鳰             | 宇都宮城 |
| 七六               | 城塞都市ウルク、吉田城 |
| 成瀬ちさと         | 松代城 |
| necömi             | 新田金山城、成都城、コンシェルジュリー |
| 灰染せんり         | 長谷堂城 |
| はっとりまさき     | ブダ城 |
| himesuz            | 銀杏城 |
| ひよこ2号機        | 丸山城、中津城、扇城、神辺城 |
| fu-ta              | 丹波亀山城 |
| 藤ちょこ           | DMM城 |
| 冬野ユウキ         | 一乗谷城、彦根城、安土城、宇和島城、姫路城、ウィンザー城、江戸氏館、金亀城、千代田城、鶴島城、二条亭、ラピュータ、寛永江戸城、白鷺城、滸我御所                                                     |
| beko               | 長安城、クロンボー城、リンドス・アクロポリス、金華山城、日暮城、要害山城、プファルツ城、大津城 |
| Belko              | 高田城 |
| マツモトトモヨヒ   | 敵SD（一部デザイン） |
| 真時未砂           | 亀居城 |
| まとけち           | 基肄城 |
| 水野魚月           | 指月伏見城、シノン城、今帰仁城、木幡山伏見城、延岡城、レーヴェンブルク城、岸和田城、多気城、徳丹城、若桜鬼ヶ城、千狐、やくも                                                                       |
| 村上ゆいち         | 石山御坊、大坂城、フランケンシュタイン城、尾山御坊、佐久間金沢城、山科本願寺、尾山城、前田金沢城、徳川大坂城、錦城、白帝城、大野城                                                                 |
| ヤッペン           | 古河城、府内城、エステンセ城、百地丹波城 |
| 裕                 | 松江城 |
| 夕薙               | 大高坂山城、高知城、坂本城、石倉城、厩橋城、前橋城、鷹城 |
| yu-ri              | 城塞都市トレド、ハーレック城、都於郡城、エゲル城 |
| らっす             | 鬼ノ城、近江八幡城、佐土原城、甘崎城、江尻城、城塞都市ルシュノフ |
| ryota              | ダノター城 |
| riritto            | 能島城、小牧山城、馬場城、笹原城、久留米城、兵庫城、膳所城、勝幡城、足利学校、栗橋城、沼田城、真岡城、雨城、元和江戸城、天神山城                                                                   |

## コラボレーション

### イベント企画
お城EXPO
2017年12月24日、城プロREが初めてイベント企画に参加。エンタメステージ『お城GAME&アプリ』枠前半、ポスター展示を実施。
2019年12月22日、「戦国魂ブース」にてパネルやゲーム背景を模したセットの設置、公式グッズの先行販売などを実施。
小田原城（『GO!北条-早雲黎明記-』為虎添翼ノ章）
2018年5月4日、「戦国魂ブース」及び「城プロRE出展ブース」にてポストカードやCDの配布、初の公式グッズの先行販売などを実施。
彦根城（リアル御城コラボ『御城共演～彦根城～』）
2019年5月2日から5月3日、城プロREがメインで初めてのタイアップ企画（協力：彦根市・NPO法人小江戸彦根、企画運営：戦国魂）を開催。ポストカード配布、パネルやスタンプの設置、公式グッズの先行販売などを実施。
福井県文書館（『ゲームとつながる福井の歴史-刀剣と御城-』）
2017年に一度展示企画を行っていたが、2019年12月20日から2020年2月19日開催の『Season2』では城プロREに関して合同会社DMM.comと提携してゲームイラスト等を使用しての企画展示が実施。

### ゲーム内
魔法少女まどか☆マギカ
2018年10月16日よりコラボイベントが開催され、鹿目まどか、暁美ほむら、美樹さやか、巴マミ、佐倉杏子が種別「魔法少女」として実装された。
この素晴らしい世界に祝福を!2
2018年11月13日よりコラボイベントが開催され、アクア、めぐみん、ダクネス、ウィズ、ゆんゆんが種別「冒険者」として実装された。
コードギアス 反逆のルルーシュ
2018年12月11日よりコラボイベントが開催され、紅月カレン、アーニャ・アールストレイム、C.C.が種別「騎士」として実装された。
STEINS;GATE
2019年1月15日よりコラボイベントが開催され、牧瀬紅莉栖、阿万音鈴羽、フェイリスが種別「ラボメン」として実装された。
ダンガンロンパ
2021年11月9日よりコラボイベントが開催され、希望ヶ峰学園、江ノ島盾子、霧切響子、腐川冬子、舞園さやか、セレスティア・ルーデンベルク、大神さくら、朝日奈葵が実装された。2022年11月8日にはスーパーダンガンロンパ2との2度目のコラボイベントが開催され、七海千秋、辺古山ペコ、ソニア・ネヴァーマインド、澪田唯吹、小泉真昼、罪木蜜柑、西園寺日寄子、終里赤音が実装された。2024年3月12日には「ダンガンロンパ1・2 Reload」との3度目のコラボイベントが開催され、ジャバウォック島、戦刃むくろが実装された。
ストライクウィッチーズ
2022年8月30日よりコラボイベントが開催され、ブリタニア基地、宮藤芳佳、坂本美緒、リネット・ビショップ、ペリーヌ・クロステルマン、ミーナ・ディートリンデ・ヴィルケ、エーリカ・ハルトマンが実装された。
千年戦争アイギス・モンスター娘TD
2022年12月21日よりコラボイベント「第二回超タワーディフェンス祭り」が開催され、アイギスからは光の守護者 アルティア、モンスター娘TDからは【グリフォン娘】クリフォが実装された。2023年6月13日には2度目のコラボイベント「アイギス10周年イヤー 超タワーディフェンス祭り！」が開催され、アイギスからは刻詠の風水士 リンネ、冥界の魔術師 ヘカティエ、モンスター娘TDからは【フロストジャイアント娘】ナルケパフネが実装された。同年11月14日には「アイギス10周年直前 TDやろうぜ！キャンペーン」が開催され、アイギスから紅輪の道士 ナタクが実装された。2024年2月27日には「御城おんすてーじ♪～天守にきらめく一番星～」が開催され、アイギスからは黒翼の魔兵 エスネア、モンスター娘TDからは【デュラハン娘】プラチナが実装された。
とある魔術の禁書目録Ⅲ
2023年4月25日よりコラボイベントが開催され、学園都市、御坂美琴、白井黒子、神裂火織、インデックスが実装された。
進撃の巨人
2023年9月12日よりコラボイベントが開催され、旧調査兵団本部、ミカサ・アッカーマン、ヒストリア・レイス、ピーク・フィンガー、アニ・レオンハート、ガビ・ブラウンが実装された。

## 開発

### キャラクター設定
本作に登場する城娘の制作にあたり、複数の城郭が候補として用意される。次いで、その城郭にまつわる逸話や防衛機能をもとに、その城の武器の種類を設定し、イラストを発注する。
城娘のデザインは発注時に指定されるものの、イラストレーターの解釈が取り入れられる場合もあり、開発スタッフが完成したイラストを見て驚くケースが多かったことが電撃オンラインとのインタビューの中で明かさられている。また、城娘の変身前の姿である「御嬢」はお城としての要素を強調せず、地元の町娘を意識したデザインが施されており、海外の城娘の場合は民族衣装が取り入れられている場合がある。城娘が完成したら、招城（ガチャ）なのかイベントなのかを割り振る。イベントに登場させる場合、お城をもとにした合戦背景の製作に移行する。
ゲーム内の主人公の正体については明かされていないものの、3周年キャンペーンには立花宗茂にゆかりのある立花山城が実装された。

## 書籍

### 画集
御城プロジェクト:RE〜CASTLE DEFENSE〜 公式城娘図録
KADOKAWA　エンターブレインより発売、ファミ通文庫編集部編。
『城プロRE』開始から1周年(2017年3月)までに実装された城娘や兜のイラスト、戦闘MAP、書き下ろし小説(著：仁科朝丸)などを収録。特典として銀杏城のシリアルコードが付属している。
- 2017年8月30日初版発行、ISBN 978-4-04-734741-0

### 小説
御城プロジェクト:RE〜CASTLE DEFENSE〜 城娘草紙
ファミ通文庫より刊行、著：仁科朝丸 、イラスト：西條ハルキ。
全四編を収録した短編集。特典として館山城のシリアルコードが付属している。
- 2019年3月30日初版発行、ISBN 978-4-04-735544-6